# Brekeriet
Brekeriet är ett mikrobryggeri i Landskrona, specialiserat på vildjäst och bakteriekulturer. Bryggeriet grundades av de tre bröderna Fredrik, Christian och André Ek 2012 och låg initialt i det gamla brygghuset Djurslövs Brygghus (som tidigare var ett andelsbryggeri för traktens bönder). Under hösten 2015 flyttades produktionen till Weibulls nedlagda frölager i Landskrona. Grunden till flytten var platsbrist i Djurslöv, och i samband med flytten installerades ett nytt bryggverk med en kapacitet på 2000 liter per batch.
Bryggeriet producerar suröl och brettöl av olika slag och ofta med inslag av frukt och bär. De både jäser och lagrar många av sina öl på ekfat.
När Systembolaget våren 2014 presenterade sina nya regler för lokalproducerade produkter, som skulle börja gälla samma år från september, väckte Brekeriet stor uppståndelse genom att helt dra sig ur det lokala sortimentet. De valde istället att satsa på export utomlands. Från sommaren 2016 har dock Brekeriet återigen produkter på Systembolaget.
När Garret Oliver vann James Beard Awards 2014 nämnde han Brekeriet som ett av de tre, för tillfället, mest intressanta bryggerierna i världen.
På Restauranggalan 2014 tog Brekeriet hem priset för Årets Ölutvecklare.
Namnet Brekeriet är en ordvits, där bokstäverna y, g, g i ordet bryggeriet bytts ut mot brödernas efternamn, Ek.